# Stronger (canción de Clean Bandit)
«Stronger» —en español: «Más fuerte»— es una canción realizada por el grupo británico Clean Bandit con la voz sin acreditar de Alex Newell y Sean Bass, hermano del Sharna Bass (colaboradora del sencillo de Clean Bandit "Extraordinary"). Fue lanzado originalmente el 22 de noviembre de 2014, con la edición especial del álbum de la banda New Eyes con el vocalista de Years & Years, Olly Alexander. La canción ha sido desde entonces regrabada y fue lanzada como sencillo el 19 de abril de 2015.

## Listado de canciones
| Descarga digital – Sencillo |            |          |  |
| N.º                         | Título     | Duración |  |
| 1.                          | «Stronger» | 3:41     |  |

| Descarga digital – Remixes |                                             |          |  |
| N.º                        | Título                                      | Duración |  |
| 1.                         | «Stronger» (CamelPhat Dark Dub Remix)       | 7:21     |  |
| 2.                         | «Stronger» (Mike Mago Remix)                | 6:34     |  |
| 3.                         | «Stronger» (Steve Pitron & Max Sanna Remix) | 6:37     |  |

## Posicionamiento en las listas

### Semanales
| País        | Lista (2014)           | Mejor posición |      |
| 2014        | 2014                   | 2014           | 2014 |
| ----------- | ---------------------- | -------------- | ---- |
| Escocia     | Scottish Singles Chart | 3              |      |
| Irlanda     | Irish Singles Chart    | 56             |      |
| Reino Unido | UK Singles Chart       | 3              |      |
| Reino Unido | UK Dance Chart         | 1              |      |

## Historial de lanzamiento
| Región      | Fecha               | Formato                     | Discográfica                        |
| ----------- | ------------------- | --------------------------- | ----------------------------------- |
| Reino Unido | 17 de abril de 2015 | Descarga digital (Remixes)  | Atlantic Records Warner Music Group |
| Reino Unido | 19 de abril de 2015 | Descarga digital (Sencillo) | Atlantic Records Warner Music Group |